# Зарова, Елена Викторовна
Еле́на Ви́кторовна Зарова (род. 16 мая 1959 года) — российский статистик и экономист, заслуженный деятель науки Российской Федерации (2009), член Научно-методологического совета Федеральной службы государственной статистики, заслуженный профессор Ташкентского государственного экономического университета (Республика Узбекистан),  гостевой лектор в Университете Альянс (Бангалор, Индия) , избранный член Международного статистического института, Руководитель Центрально-ЕвроАзиатского комитета Международного статистического института (2013-2021), член редакционной коллегии журнала «Вопросы статистики».
Профессор, доктор экономических наук.
Индекс Хирша: 23, публикаций: 355, цитирований: 2346.

## Ранние годы
Елена Викторовна родилась 16 мая 1959 года в Москве. Училась в Куйбышевском плановом институте по специальности «Планирование промышленности» (окончила в 1980 году).
Также окончила Московский институт народного хозяйства им. Г. В. Плеханова (ныне — РЭУ им. Г. В. Плеханова).

## Образование
- 1980 г. - высшее образование в Куйбышевском плановом институте по специальности планирование промышленности (1980 г., диплом с отличием).
- 1980-1984 гг.  - очная аспирантура по кафедре статистики Московского института народного хозяйства им. Г. В. Плеханова.
- 1984 г. - присуждена учёная степень кандидата экономических наук решением Совета в Московском институте народного хозяйства им. Г.В. Плеханова                 (ЭК № 018300).
- 1993 г. - решением Комитета по высшей школе Министерства науки, высшей школы и технической политики Российской Федерации (ДЦ № 008065) присвоено учёное звание доцента по кафедре статистики.
- 1996-1998 г. - обучение в очной докторантуре по кафедре статистики Российской экономической академии им. Г. В. Плеханова.
- 1999 г. - решением Государственного высшего аттестационного комитета Российской Федерации (ДК № 014473) присуждена учёная степень доктора экономических наук.
- 2000 г. - решением Министерства образования Российской Федерации (ПР № 002019) присвоено учёное звание профессора по кафедре статистики.

## Опыт работы
- 2016 — по настоящее время — заместитель руководителя Управления «Стратегический анализ» ГБУ «Аналитический центр» Правительства города Москвы, главный научный сотрудник Ситуационного центра социально-экономического развития регионов Российской Федерации, профессор кафедры статистики РЭУ им. Г. В. Плеханова;
- 2011 — проректор по научной деятельности, заведующий кафедрой статистики, директор Образовательно-научного центра «Статистика и математика»; профессор кафедры статистики РЭУ им. Г. В. Плеханова;
- 2011—2014 гг. — профессор кафедры статистики. Заведующий кафедрой статистики, начальник Управления организации НИР, проректор по научной деятельности РЭУ им. Г. В. Плеханова;
- 2000—2011 гг. — проректор по научной деятельности и международным связям Самарского государственного экономического университета;
- 1980—2000 гг. — ассистент, старший преподаватель, доцент, профессор кафедры статистики, декан факультета агробизнеса, заведующий кафедрой статистики Самарского государственного экономического университета.

## Награды
- Почётный работник высшего профессионального образования Российской Федерации «За заслуги в области образования» Минобрнауки России (приказ от 07.07.2006 г. № 923/к-н);
- Медаль Федеральной службы государственной статистики «За заслуги в проведении Всероссийской переписи населения» (от 31.10.2003 № 25994);
- Медаль Федеральной службы государственной статистики «За заслуги в проведении Всероссийской переписи населения» (№ 241 от 14.05.2012 г.);
- Медаль № 35492 Федеральной службы государственной статистики «За заслуги в проведении Всероссийской сельскохозяйственной переписи 2006 года» (от 29.12.2006 г. № 247);
- Нагрудный знак «Отличник статистики» (Приказ Росстата от 06.07.2006 г. № 33/н),
- Губернская премия в области науки и техники (Самарская область № 0062 за 1999 г.);
- Губернская премия в области науки и техники (Самарская область № 0358 за 2005 г.);
- Благодарственное письмо Мэра Москвы (2017 г.);
- Благодарность Мэра Москвы (февраль 2021 г.);
- Степень Почетного профессора Ташкентского государственного экономического университета (Республика Узбекистан) за многолетнюю плодотворную работу в Ташкентском государственном экономическом университете и вклад в наращивание научного потенциала университета (Протокол № 4, 30.11.2023 г., Ташкент, Узбекистан);
- Благодарность Председателя Организационного комитета, Председателя Совета Евразийской экономической комиссии, Заместителя Председателя Правительства Российской Федерации А.Л. Оверчука и Заместителя председателя Организационного комитета, Председателя Коллегии Евразийской экономической комиссии М.В. Мясниковича по итогам II Евразийского экономического форума (01/1017 от 09.10.2023 г.);
- Почётная грамота РЭУ им. Г.В. Плеханова (2022 г.);
- Почетная грамота генерального директора ГБУ «Аналитический центр» (2021 г.);
- Благодарность Центрального Банка Российской Федерации (Банк России) за эффективное сотрудничество по изучению влияния финансовой грамотности на показатели экономики и финансового рынка (№ 59-6/74743 от 29.12.2023);
- Медаль «За вклад в реализацию государственной политики в области образования в научно-технологического развития» (Приказ Минобрнауки России от 9.04.2024 г. № 255 к/н.

## Преподаваемые дисциплины
Методы машинного обучения в анализе статистических данных, Статистические методы текст-майнинга, Моделирование больших потоковых данных, Аналитическая визуализация статистических данных, Программно-аналитические инструменты визуализации статистических данных, теория статистики, бизнес-статистика, международная статистика, многомерный статистический анализ, анализ временных рядов и прогнозирование.

## Опыт преподавания за рубежом
- Приглашенный лектор Университета Констанц, Германия (Applied Multivariate Statistical Analysis), 2014 г.
- Ташкентский государственный экономический университет (Республика Узбекистан), 2020-2025 гг.
- Alliance University (г. Бангалор, Индия), 2022-2025 гг.

## Международная и общественная деятельность
- Автор и ведущий международного мастер-класса Data Science for Official Statistics Using R Software, организованного ISI Young Statisticians Committee, 28-29 October 2020;
- Член Бюро Научно-методологического совета Федеральной службы государственной статистики (НМС Росстата) и 4 рабочих групп НМС Росстата
- Избранный член Международного статистического института;
- Избранный член Совета при Президенте Международного статистического института (2019—2023 гг.);
- Руководитель Центрально-Евразийского представительства Международного статистического института (2011-2023 гг.);
- Входит в состав редакционных коллегий журналов «Вопросы статистики», «Статистика и экономика» (ВАК).

## учные конференции
- Заседание президиума РАН по вопросу «Управление российским рынком труда: проблемы и решения», доклад на тему: «Требования к системе образования в контексте развития рынка труда», 18 марта 2025 г.
- ХАСБУЛАТОВСКИЕ ЧТЕНИЯ 2024 «Международное взаимодействие в парадигме цифровой трансформации», 22 ноября 2024 г.;
- XXXV International Scientific and Practical Conference “Fundamental and applied sciences today XXXV” with the report and the article, 28-29.10.2024 г., г. Бангалор, Индия;
- IT-конгресс и выставка «Форум Будущего», доклад «Искусственный интеллект в информационной безопасности» в Правительстве Свердловской области, 24-26 октября 2024 г.;
- 26th International Conference on Computational Statistics University of Giessen, Germany, 27-30 August 2024, University of Giessen and sponsored by the European Regional Section of the IASC. The URL of the conference is: http://www.compstat2024.org;
- Международная научно-практическая конференция «BIG DATA, искусственный интеллект и электронная коммерция в развитии цифровой экономики: проблемы, задачи, решения», 22 декаюря 2023 г., г. Ташкент, Республика Узбекистан;
- Международный конгресс по статистическому образованию «Статистическое образование в России: интеллектуальный анализ данных» 25-27 октября 2023 г.,      г. Оренбург;
- 100-я юбилейная Международная конференция статистиков труда, проводимая Международной организации труда ООН, 10-20 октября 2023 г.,             г. Женева, Швейцария;
- Международный форум производителей и пользователей статистики, 12-14 сентября 2023г., Таврический сад, г. Санкт Петербург;
- Международная научно-практическая конференция «Статистические оценки устойчивого развития», тема: «Индикативное прогнозирование целевых показателей стратегического планирования», 27 января 2022 г., г. Санкт-Петербург;
- II Евразийский экономический форум, 24-25 мая 2023 г., г. Москва;
- «Программа одиннадцатой конференции «Ситуационные центры: фокус кросс-отраслевых интересов»», тема: «Машинное обучение как направление повышения «интеллектуальности» аналитической составляющей СЦ»,                       02-03.12.2021 г., онлайн, г. Москва, Россия;
- Международная научно-практическая конференция Подведение итогов реализации Проекта «Развитие системы государственной статистики – 2», Доклад «Data Science – Наука о данных», сентябрь 2021, г. Рыбинск, Россия;
- «Международные рейтинги стран и городов: методология, данные, прозрачность», сентябрь 2021, г. Москва, Россия;
- 63 World statistics congress, Developing Machine Lerning Methods in Experimental Official and Analitical Statistics, июль 2021 г. Гаага, Нидерланды;
- 4th International Conference on Econometrics and Statistics (EcoSta 2021), Development of Data mining trajectories based on the statistical matching resourses, июнь 2021, Гонг Конг, КНР;
- V Международная онлайн научно-практическая конференция «Стратегия действий Республики Узбекистан: макроэкорномическая стабильность, инвестиционная активность и перспективы инновационного развития», "Динамические индикаторы восстановительного роста промышленного производства Республики Узбекистан в турбулентных условиях «Коронакризиса»» май 2021 г., г. Ташкент, Республика Узбекистан;
- Всероссийская научно-практическая конференция «Прикладные статистические исследования развития мировой и региональной экономики» в рамках Недели статистики РЭУ им. Г.В. Плеханова, доклад: «Особенности потоковых больших данных и методы их статистического анализа», мастер-класс "Методы и алгоритмы * Data Mining в экспертно-аналитической деятельности" май 2021 г. РЭУ им. Г.В. Плеханова, г. Москва, Россия;
- Международная научно-практическая конференция «НАУКА О ДАННЫХ» 5-7 февраля 2020 г., Федеральное государственное бюджетное образовательное учреждение высшего образования «Санкт-Петербургский государственный экономический университет» управление федеральной службы государственной статистики по * Санкт-Петербургу и Ленинградской области (Петростат), общероссийская общественная организация Российская ассоциация статистиков, Социологический институт РАН — филиал федерального научно-исследовательского социологического центра РАН,Санкт-Петербург, Зарова Е. В. Применение методов Data Mining в официальной статистике;
- Use R in Official Statistics, UROS, 2-4 December 2020. Elena Zarova. Combination of Statistical Matching and Bicluster Analysis in Data Mining Procedures in Russian Official Statistics, https://r-project.ro/conference2020.html
- 20-я Международная конференция статистиков труда, МОТ, Женева, Швейцария, 10-19 октября 2018 года
- Международный мастер-класс «Theory and practice of applying „R“ in statistical analysis» (Plekhanov Russian University of Economics, Justus Liebig-University, Giessen, Germany), 4 июня 2018 года
- «Perfection of the Methodology of Earnings Statistics in the Russian Federation», STS 013, 61th World Statistical Congress, 16-21 July, 2017, Marrakech, Morocco.

## Свидетельства на право интеллектуальной собственности на программу для ЭВМ
- Онлайн-платформа повышения статистической грамотности с импортированием данных из открытых источников (2021)[3];
- Электронная модель расчета прогноза уровня средней заработной платы наемных работников в разрезе субъектов Российской Федерации (2016)[4];
- Электронная модель импутации и верификации статистических данных для расчёта начисленной заработной платы наёмных работников (2017)[4];
- Система визуализации статистических данных по производительности труда (2017)[5];
- Информационно-аналитическая интернет-система «Оперативный мониторинг социально-экономического развития России и субъектов РФ» (2014)[6];
- Информационная система «Автоматизированный предиктор бизнес-циклов на основе оперативных данных государственной статистики Российской Федерации» (2015)[7].

## Публикации за период с 1 января 2019 г.

### В рецензируемых изданиях
- Зарова Е.В., Залманов И.А. МЕТОДЫ МОДЕЛИРОВАНИЯ И АНАЛИЗА ЗАНЯТОСТИ НАСЕЛЕНИЯ В ГОРОДАХ С УЧЕТОМ ПРОСТРАНСТВЕННОГО ФАКТОРА. Вопросы статистики. 2024. Т. 31. № 4. С. 5-20. https://www.elibrary.ru/download/elibrary_68940557_94558694.pdf. (Russian Science Citation Index)
- Зарова Е.В. СИСТЕМНОСТЬ ПОДХОДОВ И МЕТОДОЛОГИЧЕСКИЕ НОВАЦИИ В ТЕОРИИ СТАТИСТИЧЕСКОГО ПРОГНОЗИРОВАНИЯ: РЕЦЕНЗИЯ НА КНИГУ А.А. ФРЕНКЕЛЯ И А.А. СУРКОВА "ОБЪЕДИНЕНИЕ ПРОГНОЗОВ - ЭФФЕКТИВНЫЙ ИНСТРУМЕНТ ПОВЫШЕНИЯ ТОЧНОСТИ ПРОГНОЗИРОВАНИЯ". Вопросы статистики. 2024. Т. 31. № 4. С. 86-88. https://www.elibrary.ru/download/elibrary_68940578_80921914.pdf. (Russian Science Citation Index)
- Зарова Е.В., Абдурахманова Г.К., Турсунов Б.О. ВЗАИМОСВЯЗЬ ГЛОБАЛЬНОГО ИНДЕКСА ИСКУССТВЕННОГО ИНТЕЛЛЕКТА И УРОВНЯ ЗАНЯТОСТИ: КЛАСТЕРНЫЙ ПОДХОД В ОЦЕНКЕ МЕЖСТРАНОВЫХ РАЗЛИЧИЙ. Вопросы статистики. 2024. Т. 31. № 1. С. 83-98. DOI: 10.34023/2313-6383-2024-31-1-83-97.  (Russian Science Citation Index)
- Зарова, Е.В., Коваленко, Н.Н. Методы многомерного статистического анализа в исследовании эффективности инициативного бюджетирования на региональном уровне. Вопросы статистики. – 2022. – Т. 29. – № 5. – С. 72-86. Режим доступа: https://doi.org/10.34023/2313-6383-2022-29-5-72-86 (Russian Science Citation Index)
- Зарова Е.В. 63-Й ВСЕМИРНЫЙ СТАТИСТИЧЕСКИЙ КОНГРЕСС МЕЖДУНАРОДНОГО СТАТИСТИЧЕСКОГО ИНСТИТУТА: НОВЫЕ ТРЕНДЫ В МИРОВОЙ СТАТИСТИКЕ. Вопросы статистики. 2021. Т. 28. № 4. С. 121-127. https://www.elibrary.ru/download/elibrary_46514476_68893258.pdf. (Russian Science Citation Index)
- Zarova E.V., Tursunov B.O. REGIONAL FEATURES OF INDUSTRIAL PRODUCTION DYNAMICS IN THE RESEARCH OF TEXTILE ENTERPRISES` FINANCIAL SECURITY IN UZBEKISTAN. Vlakna a Textil. 2021. Т. 28. № 1. С. 108-115. http://vat.ft.tul.cz/2021/1/VaT_2021_1_14.pdf.  (Scopus)
- Zarova E., Laykam D.K., Dubravskaya E., Musikhin S. RUSSIAN EXPERIENCE IN ASSESSING INFORMAL EMPLOYMENT INDICATORS AND THEIR COMPLIANCE WITH SDG INDICATORS. Statistical Journal of the IAOS. 2021. Т. 37. № 1. С. 383-400. https://www.scinapse.io/papers/3106982354.  (Scopus)
- Zarova E.V., Tursunov B.O. METHODOLOGY FOR ASSESSING THE FINANCIAL SECURITY OF ENTERPRISES IN THE POST-PANDEMIC PERIOD OF DIGITAL ECONOMY. May 2023. DOI:10.1145/3584202.3584219. Conference: ICFNDS '22: The 6th International Conference on Future Networks & Distributed Systems (Scopus)
- Зарова Е.В. О НОВЫХ ЗАДАЧАХ МЕЖДУНАРОДНОГО СТАТИСТИЧЕСКОГО ИНСТИТУТА: ПО МАТЕРИАЛАМ ВЕБ-КОНФЕРЕНЦИИ СОВЕТА МСИ. Вопросы статистики. 2020. Т. 27. № 3. С. 94-96. https://www.elibrary.ru/download/elibrary_43076593_52787301.pdf.  (Russian Science Citation Index)
- Зарова Е.В., Дубравская Э.И. МЕТОД "СЛУЧАЙНЫЙ ЛЕС" В ИССЛЕДОВАНИИ ВЛИЯНИЯ МАКРОЭКОНОМИЧЕСКИХ ПОКАЗАТЕЛЕЙ РЕГИОНАЛЬНОГО РАЗВИТИЯ НА УРОВЕНЬ НЕФОРМАЛЬНОЙ ЗАНЯТОСТИ. Вопросы статистики. 2020. Т. 27. № 6. С. 37-55. https://www.elibrary.ru/download/elibrary_44402512_17718942.pdf.  (Russian Science Citation Index)
- Зарова Е.В. О ДОКАЗАТЕЛЬНОСТИ МАКРОЭКОНОМИЧЕСКИХ ОЦЕНОК НА ОСНОВЕ СТАТИСТИЧЕСКИХ ПОКАЗАТЕЛЕЙ, Вопросы статистики. 2019. Т. 26. № 11. С. 68-69. https://www.elibrary.ru/download/elibrary_41507323_80081460.pdf. (Russian Science Citation Index)
- Крючкова П.В., Зарова Е.В. РЕГИОНАЛИЗАЦИЯ РАСЧЕТОВ ДОБАВЛЕННОЙ СТОИМОСТИ ПО ОТРАСЛЯМ ПРОМЫШЛЕННОГО ПРОИЗВОДСТВА НА ОСНОВЕ МОДЕЛИРОВАНИЯ ПРОИЗВОДСТВЕННЫХ ФУНКЦИЙ. Вопросы статистики. 2019. Т. 26. № 4. С. 45-58. https://elibrary.ru/download/elibrary_37652270_68846566.pdf.  (Russian Science Citation Index)
- Зарова Е.В. ВИЗИТ ПРЕЗИДЕНТА МЕЖДУНАРОДНОГО СТАТИСТИЧЕСКОГО ИНСТИТУТА В РОССИЮ. Вопросы статистики. 2019. Т. 26. № 7. С. 85-87. https://www.elibrary.ru/download/elibrary_39182460_72628610.pdf. (Russian Science Citation Index)
- Зарова Е.В. 62-Й ВСЕМИРНЫЙ СТАТИСТИЧЕСКИЙ КОНГРЕСС МЕЖДУНАРОДНОГО СТАТИСТИЧЕСКОГО ИНСТИТУТА, Вопросы статистики. 2019. Т. 26. № 9. С. 85-87. https://www.elibrary.ru/download/elibrary_41123428_96771066.pdf. (Russian Science Citation Index)

Mustafakulov S.I., Zarova E.V., Tikhomirova A.N., Tursunov B.O. RESEARCH OF EFFICIENCY OF USE OF PRODUCTION CAPACITY AT THE ENTERPRISES OF TEXTILE INDUSTRY ON THE BASIS OF METHODS OF MULTIVARIATE STATISTICAL ANALYSIS: ON THE EXAMPLE OF NAMANGAN REGION OF THE REPUBLIC OF UZBEKISTAN. Journal of Advanced Research in Dynamical and Control Systems. 2019. Т. 11. № 7. С. 886-899. (Scopus)
- Danko T.P., Zarova E.V., Kiselev V.M., Seifullaeva M.E., Zhuravlev P.V., Rauskiene O., Gorokhova A.E. REGULATING CONTROL AND DYNAMICS OF THE MIGRANT POPULATION: INTERNATIONAL PRACTICE. Journal of Advanced Research in Law and Economics. 2019. Т. 10. № 2 (40). С. 497-514. DOI:10.14505//jarle.v10.2(40).09 (Scopus)
- Elena Zarova, Elvira Dubravskaya. Informal employment and Sustainable Development Goals: Mutual influence and consistency of indicators, Department of Statistics Malaysia (DOSM). 2019. Proceeding of the 62nd ISI World Statistics Congress 2019: Special Topic Session: Volume 1, 2019. 461 pages lpc@isi2019.org. (Scopus)
- Zarova E.V. Development of Optimal Trajectory of Ascendant Analytics Based on the Integration of Statistical and Machine Leaning Methods (On the Example of Data Analysis for the States of India). Book of Abstracts Alliance international conference in mathematical sciences (AICMS-2023)	(AICMS-2023)	Alliance Univercity, ISBN 978-81-966963-8-6 https://www.alliance.edu.in/aicms-2023/ (Scopus)
- Sayfullo Ahmedov, Bobir Tursunov, Elena Zarova. Econometric Modeling and Forecasting of the Impact of Water Consumption on the Growth of Agricultural Production in the Republic of Uzbekistan https://www.alliance.edu.in/aicms-2023/ (Scopus)
- Zarova E.V., Tursunov B.O. Analysis of The Cyclical Dynamics of The Industrial Sector in Ensuring Financial Security in The Industry: In Case of Textiles. Asian Journal of Technology & Management Research (AJTMR) ISSN: 2249 –0892 Special Issue–03, Mar -2023 http://www.ajtmr.com (Scopus)

### В других изданиях
- Зарова Е.В., Лайкам К.Э. Статистика в борьбе с антисоциальным поведением: методология и инструментарий проведения обследований по проблеме насилия в отношении женщин и девочек : моно-графия / Е. В. Зарова, К. Э. Лайкам. – Москва : ФГБОУ ВО «РЭУ им. Г. В. Плеханова», 2025. – 128 с., ISBN * 978-5-7307-2311-5
- Садовникова Н.А., Зарова Е.В., Карманов М.В., Кузнецов В.И., Попова Г.Л., Лебединская О.Г., Владимиров Н.А. МЕТОДОЛОГИЯ СТАТИСТИЧЕСКИХ ИССЛЕДОВАНИЙ СОЦИАЛЬНО-ЭКОНОМИЧЕСКИХ ПРОЦЕССОВ. Москва, 2023. https://book.ru/books/952655.
- Зарова Е.В., Коваленко Н.Н. КОНЦЕПТУАЛЬНЫЕ ОСНОВЫ И МЕХАНИЗМЫ ГАРМОНИЗАЦИИ МЕЖДУНАРОДНЫХ СТАНДАРТОВ СТАТИСТИКИ ТРУДА. В книге: Измерение и анализ благосостояния. тезисы докладов Всероссийской (с международным участием) научно-практической конференции. Санкт-Петербург, 2024. С. 152-155. https://www.elibrary.ru/download/elibrary_65601824_73688790.pdf.
- Зарова Е.В. ОТ ОПИСАТЕЛЬНОЙ ДО КОГНИТИВНОЙ АНАЛИТИКИ: ТРАНСФОРМАЦИЯ СТАТИСТИЧЕСКИХ ЗАДАЧ И МЕТОДОВ. В сборнике: Статистическое образование в России: интеллектуальный анализ данных. материалы международной конференции (конгресса). Оренбург, 2023. С. 244-251. https://www.elibrary.ru/download/elibrary_64569531_13439767.pdf.
- Зарова Е.В., Турсунов Б.О. МЕТОДЫ ОЦЕНКИ ВЛИЯНИЯ ДИФФЕРЕНЦИАЦИИ РЕГИОНАЛЬНОГО РАЗВИТИЯ НА ЭКОНОМИЧЕСКИЙ РОСТ РЕСПУБЛИКИ УЗБЕКИСТАН. В сборнике: Структурные и институциональные трансформации в экономике и управлении. Международные научные чтения памяти профессора Ю.М. Ясинского: Сборник материалов. Минск, 2023. С. 28-33. https://www.elibrary.ru/download/elibrary_53928785_33919656.pdf.
- Эшов М.П., Зарова Е.В., Турсунов Б.О. МЕТОДЫ ОЦЕНКИ ОТНОСИТЕЛЬНОГО УРОВНЯ ФИНАНСОВОЙ БЕЗОПАСНОСТИ ПРЕДПРИЯТИЯ НА ОСНОВЕ МНОГОМЕРНОГО ПОДХОДА. В сборнике: АКТУАЛЬНЫЕ ПРОБЛЕМЫ ЭКОНОМИЧЕСКОЙ БЕЗОПАСНОСТИ ГОСУДАРСТВА И БИЗНЕСА: УСЛОВИЯ НОВОЙ РЕАЛЬНОСТИ. материалы II Международной научно-практической конференции. Новосибирский государственный университет экономики и управления «НИНХ». Новосибирск, 2023. С. 7-19. https://www.elibrary.ru/item.asp?id=54343132.
- Зарова Е.В., Коваленко Н.Н., Турсунов Б.О. МОДЕЛИ ПРОМЫШЛЕННЫХ БИЗНЕС-ЦИКЛОВ СТРАН СРЕДНЕЙ АЗИИ В АНАЛИЗЕ МЕЖСТРАНОВОГО ВЛИЯНИЯ УГРОЗ ЭКОНОМИЧЕСКОЙ БЕЗОПАСНОСТИ. В сборнике: Применение многомерного статистического анализа в экономике и оценке качества. Труды конференции. 2022. С. 65-69. https://www.elibrary.ru/download/elibrary_50408739_62346780.pdf.
- Зарова Е.В., Жилинский И.А. МЕТОДЫ МАШИННОГО ОБУЧЕНИЯ В ИССЛЕДОВАНИИ ВЗАИМНОГО ВЛИЯНИЯ ПОКАЗАТЕЛЕЙ СОЦИАЛЬНО-ЭКОНОМИЧЕСКОГО РАЗВИТИЯ И ПОКАЗАТЕЛЕЙ ДЕЯТЕЛЬНОСТИ НАЗЕМНОГО ТРАНСПОРТА НА РЕГИОНАЛЬНОМ УРОВНЕ. В сборнике: Вестник кафедры статистики Российского экономического университета имени Г. В. Плеханова. Прикладные статистические исследования развития мировой и региональной экономики. Материалы и доклады. Под общей редакцией доктора экономических наук, профессора Н.А. Садовниковой. В двух томах. 2022. С. 100-104. https://www.elibrary.ru/item.asp?id=60648350.
- Зарова Е.В., Гиняева Г.Р. АНАЛИЗ ПРОСТРАНСТВЕННОЙ АВТОРЕГРЕССИИ РАЗВИТИЯ РОССИЙСКИХ ГОРОДОВ. В сборнике: Вестник кафедры статистики Российского экономического университета имени Г. В. Плеханова. Прикладные статистические исследования развития мировой и региональной экономики. Материалы и доклады. Под общей редакцией доктора экономических наук, профессора Н.А. Садовниковой. В двух томах. 2022. С. 96-100. https://www.elibrary.ru/item.asp?id=60648321.
- Зарова Е.В. ПРИМЕНЕНИЕ МЕТОДОВ DATA MINING В ОФИЦИАЛЬНОЙ СТАТИСТИКЕ. В сборнике: Наука о данных. Материалы международной научно-практической конференции. 2020. С. 117-120. https://www.elibrary.ru/download/elibrary_42541017_39959390.pdf.
- Зарова Е.В. ПОНЯТИЙНЫЙ АППАРАТ ИНСТИТУТА МУНИЦИПАЛЬНОЙ СЛУЖБЫ В РОССИИ В УСЛОВИЯХ ЦИФРОВИЗАЦИИ. В книге: ЦИФРОВАЯ ЭКОНОМИКА: ТЕНДЕНЦИИ И ПЕРСПЕКТИВЫ РАЗВИТИЯ. Сборник тезисов докладов национальной научно-практической конференции: в двух томах. 2020. С. 36-38. https://www.elibrary.ru/item.asp?id=44278113.
- Зарова Е.В., Турсунов Б.О. ИССЛЕДОВАНИЕ ЭФФЕКТИВНОСТИ ИСПОЛЬЗОВАНИЯ ПРОИЗВОДСТВЕННОЙ МОЩНОСТИ НА ПРЕДПРИЯТИЯХ ТЕКСТИЛЬНОЙ ПРОМЫШЛЕННОСТИ УЗБЕКИСТАНА НА ОСНОВЕ МЕТОДОВ МНОГОМЕРНОГО СТАТИСТИЧЕСКОГО АНАЛИЗА. Научно-аналитический журнал Наука и практика Российского экономического университета им. Г.В. Плеханова. 2019. Т. 11. № 2 (34). С. 25-35. https://www.elibrary.ru/item.asp?id=38735106.
- Зарова Е.В. Методы Data mining в обработке и анализе статистических данных (решения в R) : моногр. – М. : ИНФРА-М, 2021. – 232 с. : ил. – ISBN 978-5-16-016814-2 : 1038.00. https://znanium.ru/catalog/document?id=376512.
- Зарова Е.В., Турсунов Б.О. Методы анализа экономической безопасности : учебник. г. Москва, ИНФРА-М, 2022, 152 с. ISBN 978-5-16-017996-4. https://znanium.ru/read?id=419063 Публикационная активность в РИНЦ:

https://www.elibrary.ru/author_items.asp?authorid=325257&show_refs=1&show_option=1;
Публикационная активность в Scopus:
https://www.scopus.com/authid/detail.uri?authorId=56032420500
h- индекс: 6, публикаций: 11, цитирований: 74.